# Mary Cannell
Doris Mary Cannell (* 19. Juli 1913 in Liverpool, England; † 18. April 2000 in Nottingham, England) war eine britische Historikerin und Hochschullehrerin. Sie beschäftigte sich mit der mathematischen Physik des frühen 19. Jahrhunderts, insbesondere der von George Green.

## Leben und Werk
Cannell war eine Tochter des Postangestellten Robert James Brownburgh Cannell (1882–1961) und Mary Singleton (1883–1967), sie hat ein Geschwister. Sie besuchte die Schule in Liverpool und studierte Französisch mit Nebenfach Geschichte an der Liverpool University. Nach einem Postgraduiertendiplom in Pädagogik unterrichtete sie Französisch an englischen Schulen und Englisch an einer Schule in Frankreich. Während des Zweiten Weltkriegs hielt sie Vorträge vor den Truppen. Danach bildete sie Lehrer am Teacher Training College in Worcester aus.
1960 wurde sie stellvertretende Rektorin des Nottingham College of Education. 1974 übernahm sie die Aufsicht über die Fusion des College mit dem Trent Polytechnic, der späteren Nottingham Trent University.
Nach ihrer Pensionierung in den 1970er Jahren forschte sie als Mathematikhistorikerin. Sie beschäftigte sich mit der Bedeutung von George Green für die Entwicklung der angewandten Physik des 19. Jahrhunderts. Ihre Arbeit ergab sich aus der Tatsache, dass George Green als Müller in der Nähe von Nottingham gearbeitet hatte. Green war ein Mathematiker über dessen Leben wenig bekannt war. Ihre Biografie stellte ihn als wichtigen Einfluss auf die angewandte Physik des 19. Jahrhunderts vor. Ihre Vorkriegsstudien über die französische Kultur gewährten Einblick in die mathematischen Quellen, die von Green verwendet wurden, und ihr Interesse an der englischen Sozialgeschichte ermöglichte es ihr, die Position einzuschätzen, in der er gelebt hatte.
Cannell und ihre Kollegen in Nottingham leiteten die Wiederherstellung seines Vermächtnisses und schlossen die Restaurierung seiner Windmühle rechtzeitig zu seinem zweihundertjährigen Bestehen im Jahr 1993 ab. Sie hielt weit über 50 Vorträge über Greene für lokale Vereine und schrieb eine illustrierte Broschüre. Das Interesse, das dies hervorrief, veranlassten sie, mit der Arbeit an der ersten Ausgabe der Biografie zu beginnen. Sie wurde eingeladen, an einer Reihe von Universitäten in Großbritannien, Kanada und den Vereinigten Staaten Vorträge über Green zu halten.
Cannell war viele Jahre Sekretärin des George Green Memorial Fund. Der George Green Memorial Fund war ein oder zwei Jahre vor ihrer Pensionierung mit dem Ziel gegründet worden, seine zerstörte Windmühle zu restaurieren, und sie war ein Mitglied eines Teams, das eng mit der Sneinton Environmental Society und den Stadtbehörden zusammenarbeitete. Der George Green Memorial Fund war 1993 auch an großen Feierlichkeiten zum Gedenken an Greens zweihundertsten Geburtstag beteiligt, die in der Einweihung einer Gedenktafel für Green in der Westminster Abbey gipfelten.
Sie starb im Jahr 2000 und hinterließ Geld, um Sommerstipendien in Mathematik an der University of Nottingham zu finanzieren. Sie spendete Geld, um den George-Green-Preis für Mathematik und den George-Green-Preis für Physik an der Merchant Taylors’ Girls School zu finanzieren.

## Auszeichnungen
- 1995: Fellow der University of Nottingham
- 1996: Ehrenabsolvent der Open University
- 2000: Ehrenabsolvent der Nottingham Trent University (posthum)

## Veröffentlichungen (Auswahl)
- George Green: Mathematician And Physicist 1793–1841: The Background to His Life and Work. Continuum International Publishing Group Ltd. 1993, ISBN 978-0-485-11433-1.
- George Green: an enigmatic mathematician. American Mathematical Monthly, 106, 1999, S. 136–51
- mit N.J. Lord: George Green: Mathematician and Physicist. The Mathematical Gazette vol. 77, (478), 1993, S. 26–51.